# غراهام رووي
غراهام رووي (بالإنجليزية: Graham Rowe)‏ (28 أغسطس 1945 في المملكة المتحدة - ) هو لاعب كرة قدم بريطاني في مركز الدفاع. لعب مع بولتون واندررز ونادي بلاكبول ونادي ترانمير روفرز لكرة القدم.

## وصلات خارجية
- غراهام رووي على موقع قاعدة بيانات كرة القدم.إي يو (الإنجليزية)